# Damiano di Alessandria
Damiano di Alessandria (in copto Ⲇⲁⲙⲓⲁⲛⲟⲥ, in arabo داميانوس‎?; Siria, ... – Egitto, 25 giugno 605) è stato il 35º Papa d'Alessandria e Patriarca della Sede di San Marco.

## Biografia
Originario della Siria, dove suo fratello era prefetto di Edessa, divenne monaco nei suoi primi anni e trascorse sedici anni nel deserto egiziano di Scete, dove fu ordinato diacono nel monastero di San Giovanni il Breve. Successivamente, andò in un monastero vicino ad Alessandria e continuò a praticare l'ascetismo.
Quando Pietro IV di Alessandria (copto) si insediò nella sede di San Marco, fece di Damiano un segretario privato, incarico durante il quale Damiano guadagnò molta stima per la sua bontà. Dopo la morte di Pietro nel 569, i vescovi concordarono all'unanimità di eleggerlo patriarca. Oltre alla cura pastorale della chiesa, scrisse molte epistole e discorsi, tra cui una riaffermazione delle opinioni del miofisismo e della dottrina non calcedoniana.

### Controversie
Mentre prestava servizio come Patriarca, Damian compì alcune azioni controverse nel tentativo di completare il tentativo del suo predecessore di deporre il Patriarca Paolo II di Antiochia, viaggiando segretamente ad Antiochia per insediare un Patriarca diverso. Sebbene questa azione non ebbe il sostegno di tutti i vescovi siriani, Damian ricevette abbastanza sostegno per convocare un incontro e scegliere un sostituto. Tuttavia, il patriarca calcedoniano, probabilmente Gregorio di Antiochia, scoprì il piano e lo prevenne, costringendo Damian e i suoi colleghi a fuggire. Damiano andò quindi a Costantinopoli, dove consacrò alcuni vescovi e prese parte a un concilio della chiesa, che in seguito ripudiò.
Un sinassario riporta le seguenti due controversie teologiche in cui è stato coinvolto:
- Il primo ha coinvolto alcuni seguaci di Melezio di Licopoli i quali bevevano il vino prima della Comunione, sostenendo che Gesù aveva dato ai discepoli due calici durante l'Ultima Cena e che solo per il secondo ha detto "Questo è il mio sangue". Damiano spiegò che il primo calice era il calice della Pasqua ebraica, che Gesù annullò con il secondo calice. Damiano li informò anche che i canoni della chiesa bandivano coloro che mangiavano prima di prendere l'Eucaristia. Il consiglio di Damiano ne persuase alcuni, ma quelli che rifiutarono il suo insegnamento furono allontanati.
- Il secondo riguarda il dialogo di Damiano con il patriarca Pietro di Antiochia, in cui Damiano accusò il suo collega di triteismo e fu a sua volta accusato di sabellismo. Sebbene Damiano ricevesse il supporto per la sua interpretazione della Trinità dalla Bibbia e dall'insegnamento dei primi padri della chiesa, non fu mai in grado di persuadere Pietro e, di conseguenza, ordinò che il nome di Pietro non fosse menzionato nella Divina Liturgia mentre Pietro era vivo. Lo scisma tra le chiese alessandrina e antiochena è durato per quasi un decennio dopo la morte di Damiano.[1]

Damiano fu molto attivo nel combattere le dottrine che considerava eretiche, incluso non solo il triteismo, ma anche i calcedoniani, il Tomo di Papa Leone, il vescovo Giuliano di Alicarnasso, gli Agnoetae, i meliziani, gli Acefali, i Gaianiti (sostenitori di un rivale di Teodosio I), Stefano d'Alessandria e Paolo di Beth Ukame. Sebbene la maggior parte degli scritti di Damiano siano andati persi, influenzò molti scrittori dell'epoca, come Giovanni di Parallos, che, come Damiano, si concentrò sulla lotta contro l'eresia.

## Culto
Fu sepolto nel monastero di Ennaton, vicino ad Alessandria. 
È commemorato come santo della Chiesa ortodossa orientale il 25 giugno (18 Paoni secondo il calendario copto).